# Mileta Rajović
Mileta Rajović, född 17 juli 1999, är en dansk fotbollsspelare som spelar för Brøndby IF, på lån från Watford.

## Karriär
I december 2022 värvades Rajović av Kalmar FF, där han skrev på ett 3,5-årskontrakt. Rajović inledde sin sejour i Kalmar med att göra fem mål på fyra matcher i Svenska cupen 2022/2023, med bland annat ett hattrick mot Helsingborgs IF.
Den 25 augusti 2023 värvades Rajović av engelska Watford, där han skrev på ett 5-årskontrakt. Den 2 september 2024 lånades Rajović ut till Brøndby IF på ett säsongslån.